# Jehudai Gaon
Jehudai Gaon (Yehudai Gaon / Yehudai ben Nahman) war von 757 bis ca. 761 Schulhaupt der jüdischen Akademie in Sura.
Als schriftliches Werk sind von ihm die Halachot Pesukot, eine systematische Sammlung des talmudischen Rechts, überliefert.
Er bemühte sich bereits zu dieser Zeit darum (in Palästina!), den palästinischen Talmud durch den babylonischen Talmud zu verdrängen.
Von ihm stammen dreißig Zusätze im Traktat Baba Metzia.